# Ервин Рингел
Ервин Рингел (Темишвар, 27. април 1921 — Бад Клајнкирхајм, 28. јул 1994) био је аустријски лекар и специјалиста индивидуалне психологије.
Рингел је био специјалиста психијатрије и неурологије и истраживач самоубистава. 1948. године основао је први Светски центар за превенцију самоубистава у Бечу. Године 1954. постао је шеф женског психијатријског одељења у Бечу и основао прво психосоматско одељење у Аустрији.
Ервин Рингел је објавио око 600 дела, укључујући 20 књига. Његове најважније теме биле су: превенција самоубистава, психосоматика, неурозе, социјална психологија, дубински психолошки аспекти уметности, религије и друштвене политике.

## Допринос науци
Након што је докторирао 1946. године, Рингел се школовао за специјалисте психијатрије и неурологије на Психијатријској универзитетској клиници у Бечу. Године 1948. основан је први центар за превенцију самоубистава у Европи у склопу бечког Каритаса . Године 1975. ова организација је постала „Центар за кризне интервенције“, и као независна од цркве постоји у Бечу и данас. Рингел је 1953. описао „пресуицидни синдром” након што је прегледао 745 спашених самоубистава. Рингелово истраживање се сматра прекретницом у истраживању самоубистава.
Рингел је основао Међународно удружење за превенцију самоубистава (ИАСП) 1960. године. Постао је њен први председник до 1969, а касније и почасни председник. Данас више од 50 земаља припада ИАСП.
Почевши од 1960. године, Рингел је, заједно са Валтером Шпилом и Куртом Баумгертом, обновио Аустријско удружење за индивидуалну психологију, које се смањило на неколико чланова као резултат забране индивидуалне психологије у Трећем рајху. Од 1960. до 1988. био је председник овог удружења. На подстицај свог ученика и колеге Гернота Сонека, Рингел је почео да систематски обучава младе индивидуалне психологе. Данас је „Аустријско удружење за индивидуалну психологију” важна школа дубинске психологије. Ервин Рингел је један од својих важних задатака видео у помирењу „фројдоваца” са „адлеровцима”.
Године 1962. Рингел се хабилитирао. Исте године добио је награду Карл Ренер од града Беча за заслуге у превенцији самоубистава. Године 1968. постављен је за ванредног професора на Универзитету у Бечу. Рингел је био један од оснивача Међународног колеџа за психосоматику 1971. Године 1978. основао је Аустријско друштво за клиничку психосоматску медицину и изабран је за његовог председника.
Ервин Рингел је 1981. године именован за редовног професора медицинске психологије. Тада је „Медицинска психологија“ уврштена у медицински образовни програм. Студентима медицине предавао је о значају психичког стања болесних људи и значају односа лекар-пацијент. Био је на челу института до пензионисања 1991. године.
Дана 28. У јулу 1994. Ервин Рингел је умро од срчане инсуфицијенције у Бад Клајнкирхајму. Сахрањен је у почасном гробу на Средишњем бечком гробљу (Група 33 Г, Број 3).

## Критике
Од 1984. до 1994. Рингел је био председник Удружења за помоћ у условној и социјалној заштити (ВБСА) . Године 1984. његова књига Аустријска душа донела је велики медијски успех, али и бројне критике. У том контексту добио је многе надимке: од „лекара душа нације“ до „загађивача гнезда“.
Нарочито после 2012. године, негативне тачке у Рингеловом раду су критички испитиване: На почетку своје каријере око 1950. давао је електрошокове без анестезије у складу са тадашњим стањем технике. Поред тога, од 1952. Рингел је двадесетак година био консултант психијатар у поправној установи коју су водиле часне сестре у Винер Нојдорфу, где се дешавало физичко и психичко злостављање.

## Ауторски текстови (избор)
- 1953: Самоубиство. Завршетак патолошког менталног развоја.
  - (Der Selbstmord. Abschluß einer krankhaften psychischen Entwicklung. (Wiener Beiträge zur Neurologie und Psychiatrie, Band 3) Wilhelm Maudrich, Wien/Düsseldorf)
- 1961: Нова истраживања проблема самоубиства, са посебним освртом на профилактичке аспекте.
  - (Neue Untersuchungen zum Selbstmordproblem, unter besonderer Berücksichtigung prophylaktischer Gesichtspunkte. Hollinek, Wien)
- 1969: Превенција самоубиства.
  - (Selbstmordverhütung)
- 1973: Самоповређивање кроз неурозу: Психотерапијски путеви до самоспознаје.
  - (Selbstschädigung durch Neurose: Psychotherapeutische Wege zur Selbstverwirklichung, Klotz, Magdeburg,  978-3-88074-465-3
- 1978: Одбацивање живота? Размишљања о самоубиству.
  - (Das Leben wegwerfen? Reflexionen über den Selbstmord)
- 1984: Аустријска душа.
  - (Die österreichische Seele. Kremayr & Scheriau,  978-3-218-00761-0
- 1985: Губитак религије кроз верско васпитање. Дубоки психолошки узроци и закључци. (заједно са Алфредом Кирхмајром).
  - (Religionsverlust durch religiöse Erziehung. Tiefenpsychologische Ursachen und Folgerungen, (gemeinsam mit Alfred Kirchmayr), Verlag Herder,  978-3-210-24779-3
- 1986: За опоравак аустријске душе.
  - (Zur Gesundung der österreichischen Seele)
- 1987: Прве године одлучују.
  - (Die ersten Jahre entscheiden. Jungbrunnen-Verlag,  978-3-7026-5700-0
- 1988: Корушка душа.
  - (Die Kärntner Seele. Hermagoras,  978-3-85013-732-4
- 1988: Помоћ кроз психотерапију. Третман из перспективе пацијента. (заједно са Улрихом Кропиунигом). 
  - (Hilfe durch Psychotherapie. Patienten sehen ihre Behandlung im Rückblick (gemeinsam mit Ulrich Kropiunigg). Facultas.
- 1990: Несвесно – највеће задовољство. Опера као огледало живота.
  - (Unbewußt – höchste Lust. Oper als Spiegel des Lebens. Kremayr & Scheriau, Wien (gemeinsam mit Georg Titscher)
- 1991: Бојте се других као себе. Превазилажење супротности.
  - (Fürchte den anderen wie dich selbst. Gegensätze überwinden. (Dokumente · Berichte · Analysen, Bd. 4, Hrsg. Franz Richard Reiter). Ephelant, Wien,  3-900766-04-5
- 1992: Да ли нас медији чине болеснима? (заједно са Региналдом Фолдијем) 
  - (Machen uns die Medien krank? (gemeinsam mit Reginald Földy) Universitas Verlag, München,  3-8004-1274-8